# Мамедов, Исмаил (футболист)
Исмаил Мамедов (азерб. İsmayıl Məmmədov; 5 августа 1976) — азербайджанский футболист, полузащитник. Выступал за сборную Азербайджана.

## Биография
Во взрослом футболе дебютировал в 16-летнем возрасте в составе клуба «Хазар» (Сумгаит) в высшей лиге Азербайджана. Со следующего сезона стал регулярно играть за команду и выступал за неё бессменно до 1997 года. В 1992 и 1993 годах становился серебряным призёром чемпионата, по итогам сезона 1994/95 клуб вылетел из высшей лиги, а в сезоне 1995/96 победил в турнире первого дивизиона. В сезоне 1996/97 Исмаил стал лучшим бомбардиром своего клуба с 12 голами.
В сезоне 1997/98 выступал за армейский клуб ОИК, затем на один год вернулся в клуб из Сумгаита, переименованный в «Кимьячи». В 1999 году перешёл в «Шамкир», где провёл три года, становился чемпионом страны в сезонах 1999/00, 2000/01 и неофициально в прерванном сезоне 2001/02, а также финалистом Кубка Азербайджана 2001/02.
В сезоне 2003/04 играл за бакинский «Нефтчи», с которым стал чемпионом и обладателем Кубка страны. На следующий год играл за «Карабах» (Агдам), а в сезоне 2005/06 в составе «Карвана» (Евлах) завоевал серебряные медали и стал финалистом Кубка Азербайджана. В последних сезонах своей карьеры играл за «Гянджларбирлийи» (Сумгаит), МОИК и «Карван» и трижды подряд занимал места в зоне вылета. Сезон 2010/11 провёл в первой лиге за «Абшерон», с которым победил в турнире.
Всего в высшей лиге Азербайджана забил 76 голов.
В национальной сборной Азербайджана дебютировал 17 апреля 2002 года в товарищеском матче против Мальты, заменив на 85-й минуте Эмина Имамалиева. Следующий матч сыграл только через два с половиной года. Всего в 2002—2005 годах провёл 7 матчей за сборную.

## Достижения
- Чемпион Азербайджана: 1999/00, 2000/01, 2001/02, 2003/04
- Серебряный призёр чемпионата Азербайджана: 1992, 1993, 2005/06
- Победитель первого дивизиона Азербайджана: 1995/96, 2010/11
- Обладатель Кубка Азербайджана: 2003/04
- Финалист Кубка Азербайджана: 2001/02, 2005/06